# Чапчакчі Халіль Селяметович
Халіль Селямет Чапчахчі (17 березня 1899, Аутка — не раніше 1931) — кримськотатарський національний діяч, делегат I Курултаю кримськотатарського народу. Нарком охорони здоров'я Кримської АРСР (1921-1928). Репресований у справі «Міллі Фірка», розстріляний.

## Біографія
Халіл Чапчахчі народився 17 березня 1889 року у селі Аутка (нині район міста Ялта) Ялтинського повіту. Навчався у Сімферопольській чоловічій гімназії Волошенко. Після закінчення гімназії вступив на медичний факультет Новоросійського університету в Одесі.

Брав активну участь у створенні національної партії кримських татар «Міллі Фірка». На Всекримському мусульманському з'їзді у березні 1917 року Халіла Чапчахчі обрано членом Тимчасового Кримсько-Мусульманського Виконавчого Комітету. З 26 листопада (9 грудня) 1917 року делегат I Курултаю кримськотатарського народу. У 1917 член уряду та курултаю Кримської народної республіки (уряди Челебієва та Сейдамета).

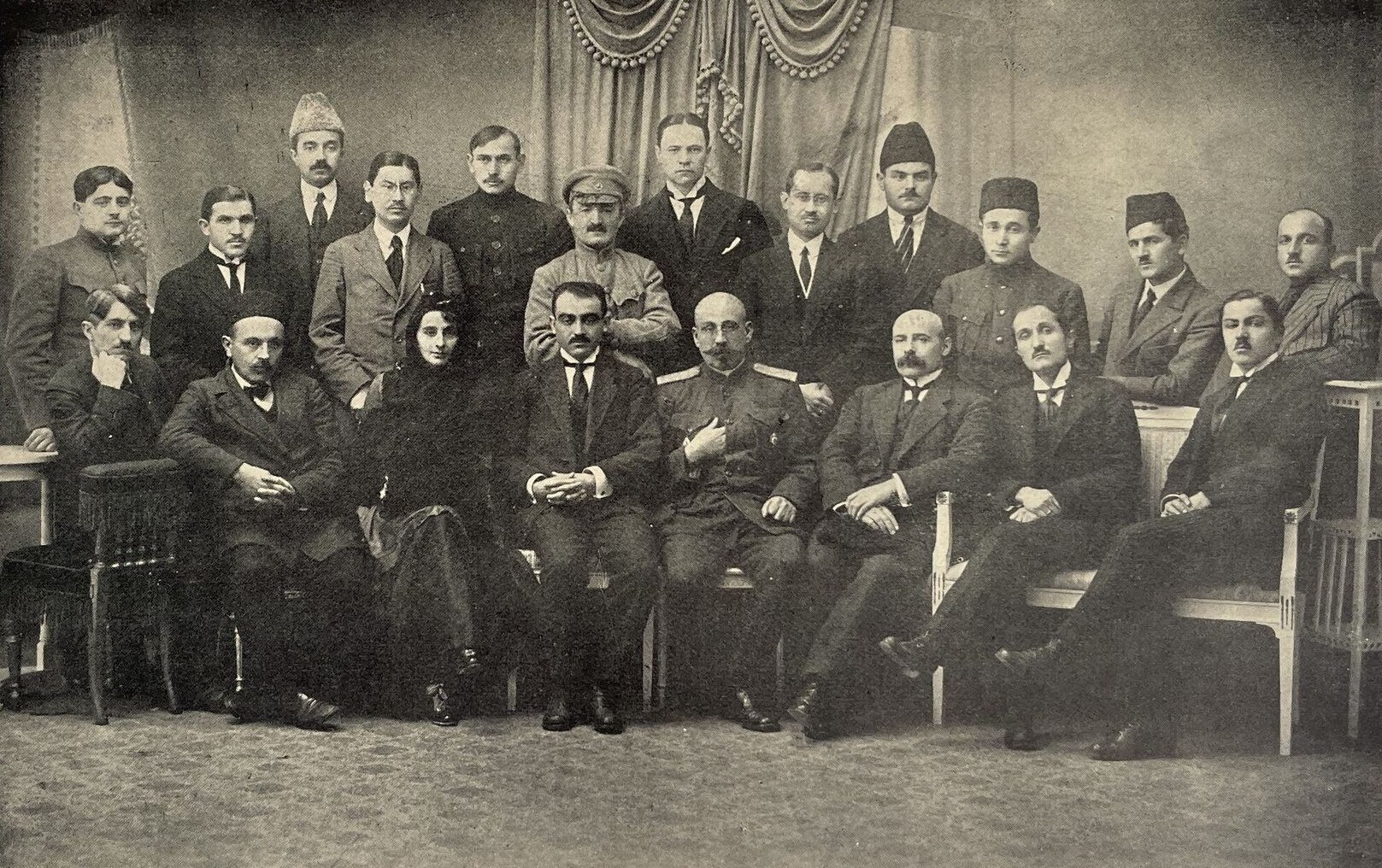
Лідери кримськотатарського національного руху та суспільно-політичні діячі. 1919 рік. Зліва направо сидять: У. У. Балич, З. Місхорли, Ш. Гаспринська, Ю. В. Чеменземінлі, Альмахсід Цаліков, С. У. Хаттатов, Д. Г. Рустамбеков, А. Озенбашли; стоять: А. Сеттаров, А. Одабаш, Еге. Ф. Гозайдін, Полторжицький, Казанли, невідомий (черкес), А. Кричинський, А. Мухарський, В. Ібраїмов, М. Єнілєєв, Х. Чапчакчі, Б. Одабаш.

За Кримського крайового уряду видавався ордер на його арешт за протидію мобілізації татар до Добровольчої армії. За влади Врангеля (1920) був засуджений до розстрілу, як лівий. Під час Червоного терору в Криму (1921) переслідувався як кримськотатарський націоналіст, змушений був ховатися. Серед поміркованих діячів Міллі Фірка відкинув еміграцію й інтегрувався в правове поле РРФСР, вів боротьбу відновлення прав кримськотатарського народу. Після критичної доповіді більшовика М. Х. Султан-Галієва в ЦК про становище в Криму, зайняв пост наркома охорони здоров'я Кримської АРСР. З листопада 1921 по 1928 рік обіймав посаду наркома охорони здоров'я Кримської АРСР.
Наприкінці 20-х років Х. Чапчахчі заарештований у справі «Міллі Фірка», звинувачений у націоналізмі та засуджений до розстрілу. 1931 року Постановою колегії ОГПУ смертну кару замінено 10 роками концтаборів. Подальша доля Халіла Чапчакчі невідома. Реабілітований посмертно.